# قسطنطين الثامن
قسطنطين الثامن ((باليونانية: Κωνσταντῖνος Η΄)‏, Kōnstantinos VIII) (960 – 11 نوفمبر 1028) كان الإمبراطور البيزنطي من 15 ديسمبر 1025 حتى وفاته في 1028. كان ابن الإمبراطور رومانوس الثاني والإمبراطورة ثيوفانو. هو كان إمبراطورًا إسميًا لمدة 63 عامًا من 962، على التوالي مع والده وزوج الأم نقفور الثاني فوكاس وعمه يوحنا الأول زيمسكي وشقيقه الأكبر باسيل الثاني.
توفي باسيل الثاني في 15 ديسمبر عام 1025 قبل أن ينجب أطفالًا، وترك بذلك حكم الإمبراطورية البيزنطية لقسطنطين. لم يكن قسطنطين مهتمًا بالسياسة أو بإدارة الدولة أو بالعسكر. توصف فترة حكم قسطنطين الثامن القصيرة بأنها «كارثية بكل ما للكلمة من معنى»، وتسبب بـ «انهيار القوة العسكرية للإمبراطورية». لم يُرزق قسطنطين الثامن بأبناء ذكور، لذا زوّج، قبل فترة وجيزة من وفاته، ابنته، زوي بورفيريوجينيتا، من رومانوس الثالث أرغيروس الذي اختاره ليخلفه في حكم الإمبراطورية.

## عائلته
كان والد قسطنطين الثامن، رومانوس الثاني، سادس إمبراطورٍ بيزنطي للسلالة المقدونية. بعد وفاة زوجته الأولى، بيرثا (التي اتخذت اسم يودوسيا)، ابنة هيو ملك إيطاليا، وَقع رومانوس الثاني في حب ثيافونو، ابنة صاحب نزل من بيلوبونيز، وتزوجها. أطلق معاصرو رومانوس على زوجته، ثيافونو، لقب أجمل امرأة في العالم المسيحي، كما وصفوها بالطموحة والماكرة وغير الأخلاقية على الإطلاق. أنجبت ثيافونو من رومانوس أربعة أطفال، من بينهم قسطنطين الثامن المولود في عام 960، وأخيه الأكبر، باسيل، المولود في عام 958. كان الزواج من أخت قسطنطين، آنا، بمثابة جائزة ضخمة، لدرجة أن فلاديمير الأول، ملك كييف، اعتنق الديانة المسيحية –خصيصًا– ليظفر بالزواج منها. في الثامنة من عمره، كان قسطنيطين مخطوبًا لابنة الإمبراطور بوريس الثاني، ملك بلغاريا، لكنه تزوج في نهاية المطاف الأرستقراطية البيزنطية، هيلينا، ابنة أليبيوس الطاغاسطي. أنجب قسطنطين من هيلينا ثلاث بنات، يودوكيا، التي أصبحت راهبة، وزوي، التي قضت 22 عامًا من عمرها كإمبراطورة، وثيودورا التي حكمت لمدة 18 شهرًا وكانت آخر فرد من أفراد السلالة المقدونية. 

## حياته
توفي رومانوس الثاني عام 963، وسط شائعات بتسميمه من قبل زوجته ثيافونو، وكان قسطنطين حينها في الثالثة من عمره. ألبس رومانوس الثاني تاج الحكم لابنيه قسطنطين وباسيل في شهر مارس من عام 962. نصبت الأرملة ثيوفانو نفسها كوصي على أطفالها، وأقدمت، بعد فترة وجيزة من وفاة زوجها، على تطهير الحكومة الإمبراطورية، وتعيين رجالها في مواقع السلطة. تجاهلت ثيافونو العديد من عروض الزواج التي قدمت لها من قبل رجال الحاشية، وتحالفت مع نقفور الثاني. كان نقفور الثاني، الهزيل والقبيح الذي يبلغ من العمر ضعف عمر ثيافونو، أعظم بطل عسكري في الإمبراطورية. مقابل قبولها الزواج منه، أعطى نقفور الثاني، الذي لم يُرزق بأطفال، الأرملة ثيوفانو تعهدًا مقدسًا بحماية أطفالها ومصالحهم. دخل نقفور الثاني القسطنطينية بعد ثلاثة أشهر فقط من وفاة رومانوس بعد تحطيم خطوط مقاومة موظف القصر وكبير مستشاري رومانوس، المخصيّ، جوزيف برينجاس، في قتال شوارع. تُوّج نقفور الثاني إمبراطورًا بيزنطيًا بحضور شركائه في الحكم، قسطنطين الثامن وباسيل، وتزوج بعد شهر واحد من الحكم والدتهما، ثيوفانو. 
بعد ست سنوات، قُتل نقفور الثاني بتحريض من ثيوفانو وعشيقها الإمبراطور الشهير، يوحنا زيمسكي. عرض زيمسكي الزواج على الإمبراطورة ثيوفانو التي تضررت سمعتها بسبب الشائعات. رفض بطريرك القسطنطينية المسكوني تأدية مراسم التتويج مالم يبعد زيمسكي «الإمبراطورة القرمزية» عن البلاط. أدرك زيمسكي أن شرعيته ستعزز بشكل أفضل في حال حصوله على رضا الكنيسة عوضًا عن إعلان خطوبته من الإمبراطورة التي لا تحظى بشعبية كبيرة، وقبل في نهاية المطاف بمطالب البطريرك. أُرسلت ثيوفانو إلى المنفى، وتُوّج زيمسكي إمبراطورًا بيزنطيًا مرة أخرى مع تعيين كل من قسطنطين الثامن وباسيل كشركاء في الحكم. تزوج زيمسكي ثيودورا، عمة قسطنطين. 

## روابط خارجية
- Constantine VIII coinage

| قسطنطين الثامن السلالة المقدونيةولد: 960 توفي: 15 نوفمبر 1028 | |                        |
| ألقاب الحكم                                                   | |                        |
| سبقه باسيل الثاني                                             | الإمبراطور البيزنطي 962–1028 مع رومانوس الثاني (962–963) مع نقفور الثاني (963–969) مع يوحنا زيمسكي (969–976) مع باسيل الثاني (962–1025) | تبعه Zoe و Romanos III |